# 大仙市営仙北球場

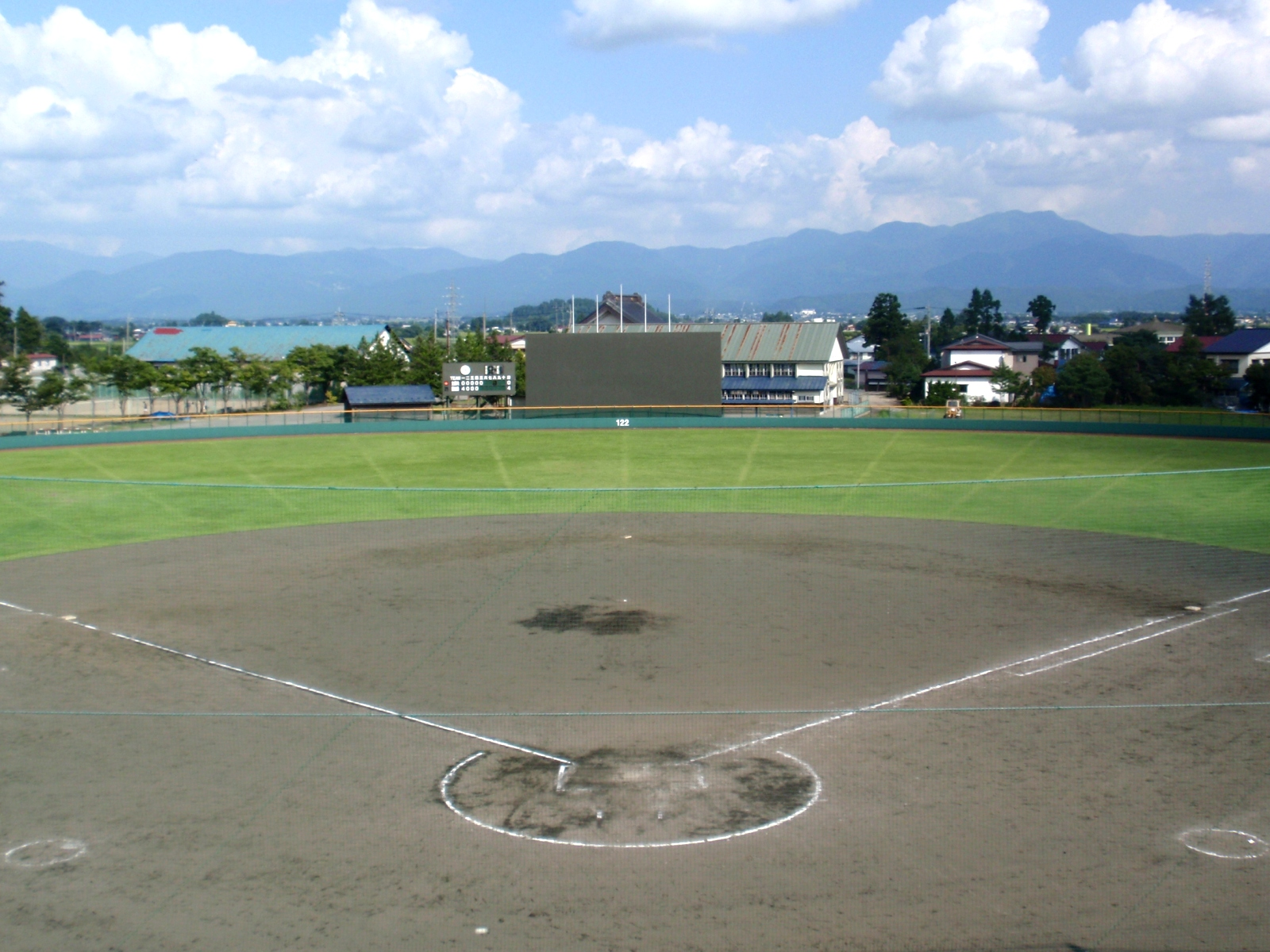
大仙市営仙北球場

大仙市営仙北球場（だいせんしえいせんぼくきゅうじょう）は、秋田県大仙市にある野球場である。旧仙北町に所在し、2007年（平成19年）の秋田わか杉国体では軟式野球一般Aの会場となった。

## 施設概要
- 施設面積：
- 両翼：100m、中堅：122m
- 内野：土、外野：天然芝
- スコアボード：
- 収容人員：1,525人（メインスタンド）
- 照明設備：なし

## 交通
- 秋田自動車道 大曲ICから車で約20分